# Mitzoruga
Mitzoruga es un género de arañas araneomorfas de la familia Miturgidae. Se encuentra en Australia.

## Lista de especies
Según The World Spider Catalog 12.0:
- Mitzoruga elapines Raven, 2009
- Mitzoruga insularis Raven, 2009
- Mitzoruga marmorea (Hogg, 1896)